# 第5回ゴールデンラズベリー賞
第5回ゴールデンラズベリー賞は、第57回アカデミー賞授賞式前日の1985年3月24日にカリフォルニア州のバイン・ストリート小学校で発表・授賞式が行われた。

## 受賞とノミネートの一覧
受賞は太字、それ以外はノミネートである。

### 最低作品賞
- ボレロ/愛欲の日々
- キャノンボール2
- クラブ・ラインストーン/今夜は最高!
- シーナ
- ボーイハント

### 最低男優賞
- ロレンツォ・ラマス - ボディ・ロック
- ジェリー・ルイス - ジェリー・ルイスの双子の鶏フン大騒動
- ピーター・オトゥール - スーパーガール
- バート・レイノルズ - キャノンボール2、シティヒート
- シルヴェスター・スタローン - クラブ・ラインストーン/今夜は最高!

### 最低女優賞
- ボー・デレク - ボレロ/愛欲の日々
- フェイ・ダナウェイ - スーパーガール
- シャーリー・マクレーン - キャノンボール2
- タニア・ロバーツ - シーナ
- ブルック・シールズ - サハラ

### 最低助演男優賞
- ロビー・ベンソン - ポール・ニューマンのハリー&サン
- サミー・デイヴィスJr. - キャノンボール2
- ジョージ・ケネディ - ボレロ/愛欲の日々
- ロン・リーブマン - クラブ・ラインストーン/今夜は最高!
- 付け髭をしたブルック・シールズ - サハラ

### 最低助演女優賞
- スーザン・アントン - キャノンボール2
- オリヴィア・ダボ - ボレロ/愛欲の日々、キング・オブ・デストロイヤー/コナンPART2
- マリル・ヘナー - キャノンボール2
- リン＝ホリー・ジョンソン - ボーイハント
- ダイアン・レイン - コットンクラブ、ストリート・オブ・ファイヤー

### 最低監督賞
- ボブ・クラーク - クラブ・ラインストーン/今夜は最高!
- ブライアン・デ・パルマ - ボディ・ダブル
- ジョン・デレク - ボレロ/愛欲の日々
- ジョン・ギラーミン - シーナ
- ハル・ニーダム - キャノンボール2

### 最低脚本賞
- ボレロ/愛欲の日々 - ジョン・デレク
- キャノンボール2 - ハーヴェイ・ミラー、ハル・ニーダム、アルバート・ラディ
- クラブ・ラインストーン/今夜は最高! - フィル・アルデン・ロビンソン、シルヴェスター・スタローン
- シーナ - デイヴィッド・ニューマン、ロレンツォ・センプル・ジュニア、レスリー・スティーヴンス、原作のS・M・アイジャー、ウィル・アイズナー
- ボーイハント - スチュー・クリーガー、ジェフ・バークハート、グレンドン・スワザウト

### 最低新人賞
- オリヴィア・ダボ - ボレロ/愛欲の日々、キング・オブ・デストロイヤー/コナンPART2
- ミシェル・ジョンソン - アバンチュール・イン・リオ
- アポロニア・コテロ - プリンス/パープル・レイン
- アンドレア・オキピンティ - ボレロ 愛欲の日々
- ラッセル・トッド - ボーイハント

### 最低作曲賞
- ボレロ/愛欲の日々 - ピーター・バーンスタイン、エルマー・バーンスタイン
- ジョルジオ・モロダー - メトロポリス、誘惑
- クラブ・ラインストーン/今夜は最高! - ドリー・パートン、マイク・ポスト
- シーナ - リチャード・ハートレイ
- ボーイハント - シルヴェスター・リーヴァイ

### 最低主題歌賞
- "Drinkenstein" - クラブ・ラインストーン/今夜は最高!
- "Love Kills" - メトロポリス
- "Sex Shooter" - プリンス/パープル・レイン
- "Smooth Talker" - ボディ・ロック
- "Sweet Lovin' Friends" - クラブ・ラインストーン/今夜は最高!